# Goat the Head
Goat the Head ist eine norwegische Death-Metal-Band aus Trondheim.

## Geschichte
Die Band wurde 2005 in Trondheim von Mitgliedern der Black- bzw. Dark-Metal-Bands Thorns, Troll und Keep of Kalessin gegründet. 2006 erschien die EP Neander Tales, 2007 erschien das Debütalbum Simian Supremacy.
Das Album wurde als „durchschnittlicher Death Metal“ bezeichnet, mit Tendenzen Richtung Groove Metal. Im Jahr 2008 verließ Bassist Snorre A. Hovdal die Band, neuer Bassist ist seitdem Trond Frønes. 2010 folgte das zweite Album Doppelgängers über Aftermath Music, wo u. a. auch Runemagick schon einen Vertrag unterzeichnet hatten.
Zu dem 19 Sekunden langen Lied Darwinian Minions erschien ein etwa 150 Sekunden langes Musikvideo. In diesem werden zunächst einige als Steinzeitmenschen verkleidete Figuren gezeigt, welche einen Fernseher ausbuddeln und zu einem halb in einem Sumpf untergegangenen Wohnmobil schaffen. Sie reaktivieren den Fernseher und spielen daraufhin das eigentliche Lied. Nachdem sie dieses zu Ende gespielt haben, explodiert der Wohnwagen.
Nach einer längeren Bandpause nach der 2011 veröffentlichten EP Wicked Mimicry erschien im Februar 2021 das dritte Studioalbum Strictly Physical.

## Stil
Auf Metalstorm.net wurde der Stil der Band als „Fun Death Metal“ beschrieben, der Sänger klinge teilweise wie Chris Barnes, zu anderer Zeit wie ein „blubbernder Trinker“
Die Texte der Band behandeln Klischees über die Steinzeit und Höhlenmenschen, es findet aber auch eine humorvolle Auseinandersetzung mit der Metalszene statt.

## Diskografie

### Alben
- 2007: Simian Supremacy (Tabu Recordings)
- 2010: Doppelgängers (Aftermath Music)
- 2021: Strictly Physical (Crispin Lovers Records)
- 2023: Et Lokalsamfunn i Sorg (Crispin Lovers Records)

### EPs
- 2006: Neander Tales
- 2011: Wicked Mimicry